# 三井アウトレットパーク クアラルンプール国際空港 セパン
三井アウトレットパーク クアラルンプール国際空港 セパン（みついアウトレットパーク クアラルンプールこくさいくうこう セパン、Mitsui Outlet Park KLIA Sepang）は、マレーシア、セランゴール州セパンにある三井アウトレットパーク系列のアウトレットモールである。施設コンセプトは、南国のリゾートをイメージした「パラダイスビレッジ」。

## 概要
2012年11月22日に三井不動産が出店計画を発表し、KLIAエアロポリス計画の一環として2015年5月30日に開業した。三井不動産とマレーシアにある39の空港を運営するMalaysia Airportsが提携し、クアラルンプール初、そして東南アジアで初めての三井アウトレットパークとして誕生した。テナントはマレーシア初出店が13店舗、クランバレー初出店が19店舗であり、日本でおなじみとなっている欧米発のスポーツブランドやマレーシア国内の主要ブランド、日本の有名ブランドなどが出店している。
施設名称にもなっているクアラルンプール国際空港の敷地内にあり、メインターミナルのクアラルンプール国際空港とLCC専用ターミナルのクアラルンプール国際空港第2ターミナルより無料のシャトルバスが毎時2～3本運行されている。またクアラルンプール市街地から自家用車で約50分ほどの立地で、空港利用者だけでなく、市街地に住む富裕層にもターゲットを向けている。
当施設はマレーシアの熱帯気候を考慮し、全館に冷房設備を完備したエンクローズドモールとなっており、快適な買い物空間を提供している。またマレーシアならではの対応として、ハラル、ノンハラル、ポークフリーの飲食店舗をラインアップしていることや、男女別室のスラウ(英語版)を設置している。
他にも国際空港敷地内ならではのサービスとして、先述の無料シャトルバスの運行や搭乗手続きのできる自動チェックインシステムの設置、飛行機の運航状況などが確認できるフライトインフォメーションディスプレイの設置などが行われている。
2017年12月15日には第2期開業として65店舗が新たにオープンし、店舗数が200店舗に拡大した。。2022年4月24日には第3期開業としてさらに拡張、大型店舗が5店舗オープンし205店舗に拡大した。

## 沿革
- 2012年11月22日 : 三井不動産が開発決定を発表。
- 2013年8月21日 : 三井不動産が事業パートナーであるMalaysia Airports Holdings Berhad)と合弁契約を締結したことを発表
- 2014年5月8日 : 三井不動産が着工を発表し、合わせて開業時期を2015年初頭と発表。
- 2015年4月28日 : 三井不動産が2015年5月30日にオープンすることを発表。
- 2015年5月30日 : 第1期区画が開業。店舗ごとに順次開業。
- 2016年11月14日 : 三井不動産が第2期開発計画の着工を発表し、合わせて2018年1月に開業予定であることを発表。
- 2017年11月30日 : 三井不動産が第2期増床区画を2017年12月15日よりオープンすることを発表。
- 2017年12月15日 : 第2期区画がオープン。店舗ごとに順次開業。
- 2022年4月22日 : 三井不動産が第3期増床区画を2022年4月24日にオープンすることを発表。
- 2022年4月24日 : 第3期区画が開業。

## 周辺施設
- クアラルンプール国際空港
- プトラ・モスク